# Murexia longicaudata
Murexia longicaudata là một loài động vật có vú trong họ Dasyuridae, bộ Dasyuromorphia. Loài này được Schlegel mô tả năm 1866.